# Palaeeudyptes klekowskii
Genre
Espèce
Palaeeudyptes klekowskii est une espèce éteinte d'un genre également éteint de manchots qui vivaient en Antarctique. Elle est connue par une vaste collection d'ossements fossiles datés de l'Éocène supérieur (Priabonien) il y a environ entre −37 et −34 Ma (millions d'années), provenant de la Formation de La Meseta sur l'île Seymour, en Antarctique. 

## Historique
P. klekowskii ne fut d'abord pas reconnu comme une espèce distincte il semblait improbable que deux espèces étroitement liées et de la même taille puissent coexister (Palaeeudyptes gunnari et P. klekowskii). Cependant la grande quantité de matériel fossile a confirmé que les deux espèces sont bien différentes au niveau spécifique et ont coexisté.

## Description
Palaeeudyptes klekowskii était environ de la taille de son congénère Palaeeudyptes antarcticus (espèce type du genre) et un peu plus grand que le manchot empereur.